# دم‌بادبزنی پیسه فیلیپین
دم‌بادبزنی پیسه فیلیپین (نام علمی: Rhipidura nigritorquis) نام یک گونه از سرده دم‌بادبزنی است.